# 寒戰II
《寒戰II》（英語：Cold War II）是一部2016年陆港合拍警匪電影，為2012年的《寒戰》之續集，由前作導演梁樂民和陸劍青編劇及執導，由錢嘉樂擔任動作設計，由郭富城、梁家輝、楊采妮和文詠珊領銜主演；而周潤發、彭于晏、李治廷及楊祐寧則特別演出。本片於2016年7月8日在香港、中國大陆、澳門、馬來西亞、澳洲、台灣及紐西蘭等地區上映。
劇情講述經過「寒戰」行動後，劉傑輝（郭富城飾）雖然獲委任為警務處處長，但昔日的兇徒不僅逍遙法外，甚至將行動進一步升級，並綁架他的妻女，他除了要拯救自己妻女，同時亦要與身邊的同僚進行權力博弈。本片获得第36届香港电影金像奖10项提名，赢得「最佳音響效果獎」。

## 劇情
《寒戰II》的故事延續了《寒戰》的發展；於「寒戰」行動後，前行動副指揮官鄺智立高級警司在行動中殉職，舉行葬禮並安葬浩園。在行動完結後劉傑輝順利獲擢升為警務處處長， 但失蹤的衝鋒車及車上裝備仍然未被尋回；而李文彬的獨生子李家俊因與恐怖分子勾結而被判監。然而，恐怖分子不僅逍遙法外，還脅持了劉傑輝的妻女，要求以羈留中的李家俊作交換。
劉傑輝押送李家俊到香港警察總部並與前來探望李家俊的李文彬一起盤問李家俊，李家俊僅給劉傑輝綁匪電話讓他打過去。事後，綁匪要求劉傑輝獨自押送李家俊前往交換人質，並要求攜一手提行李到港鐵站，李家俊在押送期間也對劉傑輝提出不當指控試圖陷害他。在港鐵西營盤站手提箱裡面的炸彈突然爆炸，李家俊在混亂中及同伙協助下逃脫。劉傑輝一心要揪出綁架案的幕後黑手，暗中找來廉政公署執行處首席調查主任的張國標組織小隊來調查協助破案。
逃脫中的李家俊再次找上李文彬，这时幕後策劃人，同時也是李文彬的直屬上司前警務處處長蔡元祺出现，希望李文彬倒戈。劉傑輝辦案手法惹來公眾不滿，加上他違反警隊規定擅自行動，香港立法會即將召開調查委員會進行聆訊。律政司司長黎永廉親自邀請其大學師兄，資深大律師簡奧偉加入，但簡奧偉不知道黎永廉其實是蔡元祺的人馬。而隨後警務處副處長韓孝忠帶李文彬密會蔡元祺與黎永廉等人，原來蔡元祺欲當造王者，想推舉在座的人員成為律政、財政、政務司司長，而黎永廉將選舉成為香港特首，等劉傑輝下台順勢解決陸明華後，黎永廉立即推舉李文彬當保安部部長，而韓孝忠接替警務處處長位置。
在聆訊過程中，李文彬按照蔡元祺的指示，突然將劉傑輝和李家俊當天在押送期間的對話公開，公然陷害劉傑輝，簡奧偉覺得事有可疑，於是開始對李文彬展開調查，並派出自己的徒弟歐詠恩跟蹤。聆訊會結束後，張國標告知劉傑輝，簡奧偉原本沒打算加入聆訊，但在报名结束前突然改變主意。劉傑輝覺得簡奧偉很可疑，於是讓張國標等人監聽簡奧偉和李文彬。
歐詠恩後來在跟蹤期間發現李文彬跟李家俊和蔡元祺密會，於是打電話告知簡奧偉後開始跟蹤，張國標監聽簡奧偉時也聽到其內容立即通知劉傑輝。隨後歐詠恩被蔡元祺一夥發現，最終死於隧道內發生的車禍，歐詠恩死前對趕過來的劉傑輝指出蔡元祺一夥搭乘的車輛，蔡元祺等人擔心身份曝光於是對劉傑輝開槍，李家俊原本想趁機奪槍殺害劉傑輝卻反被射傷，蔡元祺救不了李家俊則與手下逃離。李文彬曾經請求劉傑輝能保住李家俊一命，但得知劉傑輝槍傷李家俊後對劉傑輝失去信任，而差點發生爭執，幸得簡奧偉及時阻止而責備不正當使用槍械和職權的兩人，也對劉傑輝沒有合法許可證就進行監聽一事感到不滿。
劉傑輝調查到隧道槍戰的其中一名槍手是前警察何國正，該名警員官方記錄在95年逝世，當年政治部解散且李文彬剛好是O記（有組織罪案及三合會調查科）主管，因此劉傑輝懷疑有人濫用職權用政治部移民政策來魚目混珠。
決定重返警隊的李文彬，說服莫錦泉等警司帶頭罷免劉傑輝，助理處長梁紫薇一開始不願意簽署文件，但劉傑輝卻以服眾為由讓她簽署。同時，簡奧偉本來就對李文彬倒戈一事充滿疑慮，加上歐詠恩的死激怒了簡奧偉。簡奧偉通過歐詠恩生前留下的雲端文件，獲得了李文彬跟李家俊和蔡元祺密會的照片，剛開始簡奧偉不滿劉傑輝的行事風格，但他認為劉傑輝有能力將這幫人繩之以法，於是密會劉傑輝將證據交給對方。兩人推斷蔡元祺原本打算讓李文彬當警務處處長，而劉傑輝並不是蔡元祺心目中的人選，劉傑輝上任後蔡元祺故意派人綁架劉傑輝家屬，讓劉傑輝失職然後利用議會制度來鏟除異己，而審訊人員部分有蔡元祺的團隊。簡奧偉隨後派其助手Wilson加入劉傑輝團隊，條件是互相交換情報。
因為劉傑輝沒有宣佈香港進入警戒狀態，而制度上他有兩周的時間作交接。期間劉傑輝也通過反間諜的方式，發現了警隊中李文彬的內奸，利用假訊息順藤摸瓜找到了蔡元祺藏匿之前失蹤衝鋒車的地點，同時調查到李家俊同黨皆為李文彬前部下，深入調查並發現蔡元祺完全控制了香港警隊通訊系統的證據。劉傑輝等人最終一舉破壞了蔡元祺的陰謀，李文彬的前部下與警方的槍戰中全部陣亡，李文彬對昔日好友的死造成感情負擔。通過簡和劉的證據，特首以特赦命令蔡元祺永久性離開香港，以及李文彬被逼退休，同時也將向蔡元祺一夥告密的莫錦泉和韓孝忠革職查辦。
然而，黎永廉想要繼續競選香港特首，進而控制香港政府的政治陰謀，依然藏在水下還未被揭開。

## 演員

### 香港警務處
| 演員   | 角色   | 介紹 |
| 郭富城 | 劉傑輝 | Sean 44歲，處長 香港警察歷史上最年輕的處長 因多從事警隊中的行政管理部門，不獲警隊內行動派支持 雖深信法治和程序的重要，但非常時期可用非常方法 陳雪兒之夫 劉思雅之父 梁紫薇之前男友 |
| 林文龍 | 區浩麟 | Alan 副處長（管理） 劉傑輝陣營成員 |
| 黃德斌 | 韓孝忠 | Stephen 署理副處長（行動） 蔡元祺陣營成員 因通知蔡元祺劉傑輝的行動，將面臨起訴 |
| 楊采妮 | 梁紫薇 | Phoenix 高級助理處長（監管處） 劉傑輝陣營成員 劉傑輝之前女友 深信法治和新聞自由的重要 莫錦泉之前下屬                                                                              |
| 蔣志光 | 莫錦泉 | David 高級助理處長（刑事及保安處） 梁紫薇前上司 蔡元祺陣營成員 由於通知匪徒前去暗殺被保護情報小組，被停職調查                                                                     |
| 湯 怡  | 黎秀盈 | Cecilia、Ceci（劉傑輝簡稱） 見習督察 劉傑輝之秘書 劉傑輝陣營成員 |
| 尹子維 | 杜 文  | Man 總警司（資訊系統總監） 文職技術官，屬於監管處內的資訊科技部 |
| 何啟南 | 黃永康 | Ken 要員保護組高級督察 |
| 范志博 | 馬慧玲 | Rachel 要員保護組高級督察 |
| 范振鋒 | 游國雄 | Sam 飛虎隊行動指揮官 |
| 方健儀 | 陳家儀 | Cindy 談判專家 |
| 林家棟 | 鄺智立 | Albert 前高級警司，已在「寒戰」行動中殉職 參見寒戰 本集開場時的葬禮之主角，安葬浩園 （本集只出現在相片中）                                                                        |
| 楊天經 | Kelvin | 科技罪案調查組高級督察 |
| 王貝兒 |        | 科技罪案調查組高級督察 |
| 盧海鷹 |        | 科技罪案調查組高級督察 |
| 戴耀明 |        | 高級督察 |
| 梁皓楷 |        | 高級督察 |
| 何卓瑩 |        | 高級督察 |
| 丁樂鍶 |        | 高級督察 |
| 傅楚惠 |        | 高級督察 |
| 杨 威  |        | 高級督察 |
| 美 成  |        | 高級督察 |
| 陸文衛 |        | 高級督察 |
| 徐樂思 |        | 高級督察 |
| 戚務振 |        | 高級督察 |
| 符曉薇 |        | 高級督察 |
| 趙永洪 |        | 刑事情報科探員 |
| 邵卓堯 |        | 刑事情報科探員 |
| 趙樂賢 |        | 刑事情報科探員 |
| 廖殷曼 |        | 刑事情報科探員 |
| 林影紅 |        | 刑事情報科探員 |
| 杜飛龍 |        | 刑事情報科探員 |
| 馬斯皓 |        | 刑事情報科探員 |
| 黃思恩 |        | 高級助理處長 |
| 戚務帥 |        | 高級助理處長 |
| 鄭儉良 |        | 高級助理處長 |
| 陳浩賢 |        | 總警司 |
| 黃國華 |        | 總警司 |
| 劉勝華 |        | 總警司 |
| 陳少杰 |        | 總警司 |
| 李錦成 |        | 總警司 |
| 林珈全 |        | 總警司 |
| 鮑少剛 |        | 總警司 |
| 劉宗基 |        | 總警司 |

### 廉政公署
| 演員   | 角色   | 介紹                                                                             |
| 徐家傑 | 麥啟文 | Matthew 廉政公署執行處首長 被李文彬形容為心中惡毒 （本集無登場，只在對話中提及） |
| 李治廷 | 張國標 | Billy 廉政公署執行處A組首席調查主任 麥啟文的下屬 劉傑輝陣營成員                  |
| 何偉業 | 郭偉明 | 廉政公署執行處A組高級調查主任 張國標的助手 麥啟文的下屬 劉傑輝陣營成員           |
| 陳 瀅  | 陳少珍 | Nicole 廉政公署執行處A組助理調查主任 張國標的下屬 劉傑輝陣營成員                 |

### 主要官員
| 演員   | 角色   | 介紹 |
| 李子雄 | 黎永廉 | Edward 律政司司長 資深大律師 簡奧偉的大學師弟 前香港大律師公會主席 在蔡元祺的計劃下，欲競選成為下屆行政長官 蔡元祺陣營成员 |
| 劉德華 | 陸明華 | Philip 保安局局長 被黎永廉視為下屆行政長官選舉的競爭對手 深信非常時期可用非常方法 （本集無登場，只在對話中提及）           |

### 立法會
| 演員   | 角色   | 介紹 |
| 周潤發 | 簡奧偉 | Oswald、簡狀、簡大狀 資深大律師 立法會議員（法律界） 反對派議員 前香港大律師公會主席 黎永廉的大學師兄                  |
| 劉天蘭 | 黃俐德 | Lydia 大律師 立法會議員（選舉委員會界別） 立法會司法及法律事務委員會主席 蔡元棋陣營成員 蔡元祺陣營內定為下屆律政司司長 |
| 駱應鈞 | 馬卓賢 | 賢少 立法會議員（選舉委員會界別） 立法會內務委員會主席 蔡元棋陣營成員 蔡元祺陣營內定為下屆政務司司長                   |
| 梁華生 | 李樹昇 | Gilbert 立法會議員（金融界） 立法會財經事務委員會主席 蔡元祺陣營成員 蔡元祺陣營內定為下屆財政司司長                    |
| 楊英偉 | 葉文浩 | Paul 立法會秘書處法律顧問                                                                                              |
| 黃子雄 |        | 立法會議員 |
| 龔慈恩 |        | 立法會議員 |
| 梁健平 |        | 立法會議員 |
| 程可為 |        | 立法會議員 |
| 盧希萊 |        | 立法會議員 |
| 邱萬城 |        | 立法會議員 |
| 高俊文 |        | 立法會議員 |
| 李家嗚 |        | 立法會議員 |
| 梁偉祥 |        | 立法會議員 |

### 簡奧偉團隊
| 演員   | 角色   | 介紹 |
| 周潤發 | 簡奧偉 | Oswald 前高等法院原訟庭特委法官 資深大律師 |
| 文詠珊 | 歐詠恩 | Isabel、Bella(簡奧偉簡稱) 大律師 簡奧偉愛徒，视其如女兒般看待，其亡父乃簡奧偉摯友 中段跟蹤蔡元祺一伙途中被發現，在何國正故意引發的車禍中喪生，死前留下破案的關鍵相片 |
| 伍家謙 | 沈偉忠 | Wilson 大律師 簡奧偉徒弟 歐詠恩死後，被簡奧偉派去協助劉傑輝小組協助調查                                                                                              |
| 周筆暢 | 潘靜思 | Alice 大律師 簡奧偉徒弟 |
| 蔡雪瑩 | 楊靄琳 | Kary 大律師 簡奧偉徒弟 |
| 蔡志恩 | 王智遠 | Anthony 事務律師 簡奧偉徒弟 |

### 蔡元祺陣營
| 演員                    | 角色                  | 介紹 |
| 張國柱 （粵配：郭峰）   | 蔡元祺                | Peter 前警務處處長，在位時曾編好所有行動代號，包括「寒戰」 案件幕後策劃人 控制香港警隊第三代通訊系統 欲成為造王者，令李文彬成為警務處處長、並使黎永廉成為行政長官，藉以控制香港特區政府及香港警隊 最後被劉傑輝揭穿陰謀，被迫賣掉通訊公司的股份及永久離開香港                                                             |
| 梁家辉                  | 李文彬                | M.B. 前任警務處副處長（行動） 51歲，正在退休前休假 李樹棠之子 李家俊之父 受到蔡元祺蠱惑，在質詢過程中臨陣倒戈，令劉傑輝被彈劾，欲取代其成為警務處處長 最後在劉傑輝揭穿蔡元祺的陰謀後，被迫繼續過退休生活 |
| 彭于晏 （粵配：張國洪） | 李家俊                | Joe 前衝鋒車警員 李樹棠之孫子 李文彬之獨生子，智商達192的天才 在「寒戰」行動中被捕，後逃脫 中段在隧道槍戰中欲殺死劉傑輝，但被其反擊，身中數槍，留院昏迷 |
| 黃德斌                  | 韓孝忠                | Stephen 警務處署理副處長（行動） 參見警務處 |
| 蔣志光                  | 莫錦泉                | David 警務處高級助理處長（刑事及保安處） 參見警務處 |
| 楊祐寧 （粵配：楊耀泰） | 何國正                | Roy 前華籍英兵，前高級警員 前有組織罪案及三合會調查科臥底，為保障人身安全，港英時代被安排改名換姓移民南非 在港鐵西營盤站協助李家俊逃脫 中段在隧道先故意引發車禍殺害歐詠恩，之後在槍戰中欲殺死劉傑輝，但反被其槍傷 後半段在劉傑輝計劃的警匪追逐戰中，脅持一名女子逃到便利店，最後引誘警方狙擊手槍殺自己，在李文彬面前倒下 |
| 吳樾 （粵配：高翰文）   | 胡天聞                | Tin Man 前有組織罪案及三合會調查科高級督察 蔡元祺陣營成員 衝鋒車綁架案及陳雪兒綁架案中聯絡劉傑輝的綁匪 後半段在劉傑輝計劃的警匪追逐戰中被槍傷，與何國正逃到便利店，最後傷重死亡 |
| 黃文標                  | Eric 馬國強           | 前有組織罪案及三合會調查科高級督察 前臥底，為保障人身安全，港英時代被安排改名換姓移民南非 後半段在劉傑輝計劃的警匪追逐戰中，被警方擊斃 |
| 林敬剛                  | Gray 傅展鵬（咖哩仔） | 前有組織罪案及三合會調查科高級督察 前臥底，為保障人身安全，港英時代被安排改名換姓移民南非 後半段在劉傑輝計劃的警匪追逐戰中，被警方擊斃 |
| 林 偉                   | Neo 陳志坤            | 前有組織罪案及三合會調查科高級督察 前臥底，為保障人身安全，港英時代被安排改名換姓移民南非 後半段在劉傑輝計劃的警匪追逐戰中，被警方擊斃 |
| 黃澤鋒                  | 鄭俊榮                | Mark 前有組織罪案及三合會調查科高級督察 前臥底，為保障人身安全，港英時代被安排改名換姓移民南非 後半段在劉傑輝計劃的警匪追逐戰中，被警車撞死 |
| 李子雄                  | 黎永廉                | Edward 現任律政司司長，想競選下屆行政長官，進而控制香港特區政府 參見政府其他部門 |
| 劉天蘭                  | 黃俐德                | 立法會議員 |
| 駱應鈞                  | 馬卓賢                | 立法會議員 |
| 梁華生                  | 李樹昇                | 立法會議員 |
| 朱慧敏                  | 徐 虹                 | Amber 雪茄吧老闆娘 負責聯絡蔡元祺與李文彬 |
| 曾 江                   | 李樹棠                | 香港警隊史上首位華人警司 李文彬之父 李家俊之祖父 （本集戲份被刪） |

### 其他角色
| 演員                    | 角色     | 介紹                                                                                               |
| 馬伊琍 （粵配：程文意） | 劉陳雪兒 | Michelle 劉傑輝之妻 劉思雅之母 向日葵花店負責人 被胡天聞綁架作人質以交換李家俊，其間被槍傷，後獲釋 |
| 唐沛澄                  | 劉思雅   | Josie 劉傑輝之女，5歲 小太陽幼兒園高班學生                                                         |
| 葉昇瓚                  |          | 新聞主播                                                                                           |
| 林慧倩                  |          | 新聞主播                                                                                           |
| 柳俊江                  |          | 新聞主播                                                                                           |
| 張達倫                  |          | 西營盤站路人                                                                                       |
| 唐 寧                   | 鄧林美蘭 | 後半段抱著嬰兒的人質                                                                               |
| 李焯寧                  | 鄺何曼儀 | 鄺智立遺孀                                                                                         |
| 梁偉邦                  |          | 鄺智立之家屬                                                                                       |
| 廖殷曼                  |          | 西營盤站地鐵職員 HMV跟蹤李文彬，後被發現的女警                                                     |
| 李凱賢                  | 潘柱國   | Brian 簡奧偉之外娚，被其叫回老家反省自己過錯 第一集的醉酒司機                                      |
| 金俊祺                  | 馮國明   | 鋒城車行職員                                                                                       |
| 謝芷倫                  | 蔡陳詠琪 | 蔡元祺媳婦 (本集只出現在相片中）                                                                   |
| 黃雪兒                  | 蔡臻蕎   | 蔡元祺孫女 (本集只出現在相片中）                                                                   |
| 劉家聰                  | 歐學溥   | 歐詠恩之父 (本集只出現在相片中）                                                                   |
| 方力申                  | 陳勇立   | 劉思雅的幼兒園老師 （戲份已被刪剪）                                                                |

## 制作
2015年10月上旬在香港开拍，同年12月上旬杀青。拍攝的地方包括粉嶺和合石浩園、環球貿易廣場天際100、港鐵西營盤站、城東誌安盛金融大樓、中環社交俱樂部Club Lusitano27樓。其中鄺智立（林家棟飾）以警隊榮譽形式出殯的場景於凌晨4時到早上6時在灣仔警察總部外封閉街道和天橋拍攝，動用近300名臨時演員，規模為在香港拍攝的電影中罕見。電影中簡奧偉（周潤發飾）的家坐落於太平山頂盧吉道近170年的法定古跡內，是第一次被借來用於電影拍攝。而電影中沖洗照片的黑房，設備直接從周潤發的家中搬過來。而劉傑輝（郭富城飾）與太太女兒，則住在位於赤柱大街－赤柱東方酒店（Stanley Oriental Hotel）。

## 发行
2016年3月14日，片方正式发布首款预告片和海报，并定于7月8日上映。

### 评論
1905电影网：“《寒战2》的整体水準在同类型题材中还是非常棒的，影片开头便紧接上一部结尾丢出的梗，刚刚上任的警务处长郭富城妻子被绑架，随后也安排了比较重头的街头连环相撞以及激烈的枪战，虽然不及上部中那场烟火对冲的仪式感和新鲜感，但也还算得上紧凑精彩。新加入的杨祐宁在后半段的械斗当中露肉又煽情，在众多戏骨当中也未被埋没。冷峻的影调、文戏为主的心理战术、老牌影帝的演技互飙……《寒战2》的诞生就已经坐实了陆剑青、梁乐民这对组合在工业化系列电影中的一席之地，这部续集作品也算得上是保住了风格，为后续埋下了伏笔。”

### 票房
香港方面，首日票房收5,398,535港幣，成爲歷年香港華語電影開畫首日票房冠軍。上映次日（7月9日）更錄得單日票房7,556,526港幣，打破2004年周星馳電影《功夫》創下的紀錄（7,210,732港幣），成為歷年香港華語電影單日票房冠軍，上映3天票房破2000萬；上映23天後票房破6200萬，超越《那些年，我們一起追的女孩》，成爲香港華語電影歷史票房冠軍，最終票房為6624萬港幣，該記錄直至2022年香港電影《明日戰記》才被打破。
中國大陸方面，首周3天获得2.95亿人民币居榜首，次周以2.69亿蝉联冠军，最终累计6.76亿人民币。
台灣方面，首週三天票房為新台幣5000萬元；上映十天全台票房破億；次週票房累計至新台幣1.1億元；第三週票房累計至新台幣1.25億元；最終全台票房為新台幣1.4億元。
| 上一届： 《Pet Pet當家》 | 2016年香港一週票房冠軍 第27-28周     | 下一届： 《海底奇兵2》            |
| 上一届： 《寵物當家》    | 2016年台灣週末票房冠軍 第28周        | 下一届： 《海底總動員2》          |
| 上一届： 《寵物當家》    | 2016年台北週末票房冠軍 第28-29周     | 下一届： 《星際爭霸戰：浩瀚無垠》 |
| 上一届： 《惊天魔盗团2》 | 2016年中国内地一周票房冠军 第28-29周 | 下一届： 《絕地逃亡》             |

## 電影歌曲
| 曲別   | 歌名 | 演唱者 | 作詞   | 作曲   |
| 推广曲 | 两陷 | 周笔畅 | 陈珊妮 | 周笔畅 |

## 分級
| 國家/地區 | 分級       |
| --------- | ---------- |
| 台灣      | 輔導十二級 |
| 香港      | IIB級      |
| 馬來西亞  | PG13       |

## 奬項及提名
| 年度 | 颁奖典礼             | 奖项             | 姓名                   | 结果 |
| ---- | -------------------- | ---------------- | ---------------------- | ---- |
| 2016 | 第53屆金馬獎         | 最佳男主角       | 梁家輝                 | 提名 |
| 2016 | 第53屆金馬獎         | 最佳視覺效果     | 余國亮、梁偉民         | 提名 |
| 2016 | 第53屆金馬獎         | 最佳動作設計     | 錢嘉樂                 | 提名 |
| 2017 | 第11屆亞洲電影大獎   | 最佳音響         | 曾景祥、李耀強         | 提名 |
| 2017 | 微博之星2016         | 微博給力電影     | 寒戰II                 | 提名 |
| 2017 | 微博之星2016         | 微博給力男主角   | 郭富城                 | 提名 |
| 2017 | 第12屆金話梅電影選舉 | 最爛女演員       | 楊采妮                 | 提名 |
| 2017 | 第36屆香港電影金像獎 | 最佳電影         | 寒戰II                 | 提名 |
| 2017 | 第36屆香港電影金像獎 | 最佳編劇         | 梁樂民、陸劍青         | 提名 |
| 2017 | 第36屆香港電影金像獎 | 最佳男主角       | 梁家輝                 | 提名 |
| 2017 | 第36屆香港電影金像獎 | 最佳女配角       | 文詠珊                 | 提名 |
| 2017 | 第36屆香港電影金像獎 | 最佳攝影         | 關智耀                 | 提名 |
| 2017 | 第36屆香港電影金像獎 | 最佳剪接         | Jordan Goldman、陳忠明 | 提名 |
| 2017 | 第36屆香港電影金像獎 | 最佳動作設計     | 錢嘉樂                 | 提名 |
| 2017 | 第36屆香港電影金像獎 | 最佳音響效果     | 曾景祥、李耀强         | 獲獎 |
| 2017 | 第36屆香港電影金像獎 | 最佳視覺效果     | 余國亮、梁偉民         | 提名 |
| 2017 | 第36屆香港電影金像獎 | 最佳原創電影音樂 | 金培達                 | 提名 |